# Йован Кантул
Йован I е православен духовник и печки патриарх от 1592 до 1614 години. Отзивите за неговото патриаршество за позитивни. От друга страна патриарх Йован е първият печки патриарх изоставил дотогавашната твърда православна политика на необщение с Римската курия. От друга страна патриарх Йован е единствения печки патриарх неосъществил връзки с Русия, но това е обяснимо със смутното време, което съвпаднало почти изцяло с времето когато той е начело на Печката патриаршия.
Възкачва се на патриаршеския престол през 1592 г. и остава на него повече от две десетилетия. Прозвището му Кантул се появява век по-късно в източниците – в края на XVII век или началото на XVIII век и неясно в каква връзка, защото в запазените документи никога не се е подписвал така. Йован имал двама братя – Исак (починал 1595 г.) и Милош, (селски) княз (починал 1614 г.).
Йован е патриарх в най-трудното време дотогава за печката църква. Полага грижи за обновяването на занемарени църкви и манастири, вкл. патриаршеската църква на Светите апостоли в Печ и оставя наследство за нея. По-късно осигурява пари и започва ремонта на другата патриаршеска църква „Св. Димитрий“. Редовно хиротонисва и не оставя „празни“ епархиите. По време на неговото патриаршество за изографисани 25 манастира и църкви. Освен това патриарх Йован полага големи грижи за книжното наследство в патриаршията с редовни преписи на църковните и други книги. Демонстрира голямо уважение към своя приемник патриарх Паисий I Яневец, който го смята за свой учител. Яневец записва, че патриарх Йован е починал в Константинопол на 14 октомври 1614 г. и че гробът му е близо до портата Йеникапъ. Неясното изречение, че „това му се случи по волята Божия“ дава възможност за изграждане на хипотеза за насилствена смърт на патриарха.
Патриарх Йован е начело на Печката патриаршия по време на дългата война. Широко разпространено е мнението, че патриарх Йован и църквата са замесени в т.нар „велик заговор“ под егидата на свещената лига на папа Климент VIII за изтласкване на османците от Балканите, инспирирал цяла поредица от въстания, започнали от диоцеза на патриарх Йован с банатска буна и продължили с херцеговинско въстание. В диоцеза на Охридската архиепископия по това време избухва химарско въстание, а малко по-късно венецът на тази въстаническа дейност на Балканите е увенчан с Първо търновско въстание. От друга страна при патриаршеството на Йован са изгорени мощите на св. Сава Сръбски.
Особен проблем в контекста за „великия заговор” или „великата завера“ по това време с участието на патриарх Йован е въпросът за отношението му към сключената междувременно Брестка уния. Патриарх Йован и херцеговинският епископ Висарион през 1598/1599 г. изпращат свои пратеници с писма до папата в Рим с молба за помощ за освобождение от турците, като патриарха отправя конкретни предложения в това отношение на папа Климент VIII – по монах Дамян Любибратич. На неговото предложение папа Климент VIII, голям застъпник на кръстоносния поход срещу турците, отговаря на 24 април 1599 г. с предложение за уния. Папският отговор обезсмисля исканата помощ, защото респондента му в лицето на патриарх Йован не е показал и най-малка готовност да приеме "нова" уния. Нещо повече, след това предложение, патриарх Йован даже не отговаря на папата и прекратява кореспонденцията си с главата на римокатолицизма.